# Château-Gontier
Château-Gontier je naselje in občina v zahodni francoski regiji Loire, podprefektura departmaja Mayenne. Leta 1999 je naselje imelo 11.131 prebivalcev.

## Geografija
Kraj leži v zahodni Franciji ob reki Mayenne, 30 km južno od Lavala.

## Administracija
Château-Gontier je sedež dveh kantonov:
- Kanton Château-Gontier-Vzhod (del občine Château-Gontier, občine Azé, Fromentières, Ménil, Saint-Fort),
- Kanton Château-Gontier-Zahod (del občine Château-Gontier, občine Ampoigné, Chemazé, Houssay, Laigné, Loigné-sur-Mayenne, Marigné-Peuton, Origné, Saint-Sulpice).

Naselje je prav tako sedež okrožja, v katerega so poleg njegovih dveh vključeni še kantoni Bierné, Cossé-le-Vivien, Craon, Grez-en-Bouère in Saint-Aignan-sur-Roë z 58.152 prebivalci.

## Zgodovina
Kraj je bil utemeljen okoli grajskega stolpa, ki ga je dal v 11. stoletju postaviti anžuvinski grof Fulko III., ime Gontier pa ima po njegovem vazalu.

## Znamenitosti
- cerkev sv. Janeza iz 11., obnovljena v 19. stoletju,
- cerkev sv. Trojice iz 17. stoletja,
- Hôtel Saint-Julien (17. stoletje)
- Uršulinski samostan (1664),

## Pobratena mesta
- Frome (Združeno kraljestvo),
- Murrhardt (Nemčija).